# 메트로 2034
메트로 2034(Метро 2034)은 러시아의 언론인이자 작가인 드미트리 글루홉스키가 2009년에 쓴 포스트 아포칼립스 판타지 소설이다.

## 줄거리
소설은 전작인 메트로 2033에서 1년이 흐른 뒤의 시점에서 시작된다.
모스크바 지하철의 남쪽에 위치한 세바스토폴스카야 역에서는 괴물들의 공격과 알 수 없는 위협에 시달리고 있다. 어느날 다른 역으로 이어지는 통신이 끊기자, 역에서는 고민 끝에 원인을 조사하기 위한 탐험대를 보내기로 한다. 탐험대는 세바스토폴스카야 역에서 북쪽으로 올라가는 과정에 위협을 맞닥뜨린다.

## 등장인물

### 호메로스
주인공. 세바스토폴 역에 사는 늙은 노인이다. 본명은 '니콜라이 이바노비치'로 핵전쟁이 일어나기 전 모스크바에서 지하철 기관사로 일했다. 전쟁이 일어난 이후 역사에 관련된 자료를 모았다가 포기하고 '영웅'에 관한 소설을 쓰기로 결심했다. 세바스토폴스카야 역에서 다른 역과 교신을 잇기 위해 헌터를 보내기로 하자, 아내의 만류에도 불구하고 헌터를 따라나서 죽을 뻔한 고비를 많이 넘긴다.

### 헌터
전작 메트로 2033의 중심인물이자 세바스토폴 역의 방어대장이다. 얼굴을 심하게 다쳤으며, 세바스토폴 역이 다른 역과 교신이 끊기자, 원인을 조사하기 위해 한자동맹의 역으로 간다.

### 사샤
메트로 2033 시리즈의 유일한 여성 인물이자 화자. 압토자보드스카야 역에서 아버지와 함께 추방된 이후 아버지가 방사능 오염으로 사망하자, 생존을 위해 나서던 도중 헌터에게 구출되고, 일행을 따라나서면서 많은 위험에 처한다.

### 레오니드
플루트 악사다. 사샤에게 자기 자신을 '에메랄드 시티'의 기술자라고 소개하며 에메랄드 시티로 가는 길을 알고 있다고 말하면서 사샤를 데려간다.

### 아르티옴
작인 메트로 2033의 주인공. 전작의 임무를 마친 후 돌아와 정신발작을 일으키기도 했으나, 현재는 결혼해서 잘 살고 있다고 한다.

### 멜니크
폴리스의 대령